# Artemide (azienda)
Artemide è una azienda specializzata nella produzione di accessori per l'illuminazione (lampade, lampadari, punti luce), fondata da Ernesto Gismondi e Sergio Mazza nel 1959. Il marchio è stato caratterizzato fin dall'inizio da una grande attenzione verso il design che le ha permesso nel corso degli anni di vincere numerosi premi internazionali per i suoi prodotti.
Tra i nomi più prestigiosi del design italiano, Artemide è anche una delle aziende leader mondiali nell'illuminazione residenziale e professionale d'alta gamma.

## Storia e organizzazione
Riceve il suo primo premio già nel 1967 il prestigioso Compasso d'Oro per la lampada Eclisse, disegnata da Vico Magistretti. A questo premio ne seguono poi molti altri, a livello nazionale e internazionale, rendendo Artemide una delle aziende simbolo nel settore delle lampade di design.
Nel 1996 Artemide fa proprio un nuovo manifesto, in cui si identifica ancora oggi: con il motto "The Human Light" l'azienda milanese sottolinea la propria volontà di mettere la luce al servizio dell'uomo e delle sue esigenze. La filosofia di Artemide viene subito recepita dal pubblico e il successo del marchio va via via crescendo, dimostrato anche dalla sua presenza nei punti vendita più prestigiosi e nei maggiori musei d'arte moderna a livello mondiale.
Fin dalla sua nascita, Artemide collabora con i nomi più importanti del design internazionale, perseguendo obiettivi ambiziosi per quanto riguarda la tecnologia, l'estetica e il rispetto per l’ambiente.

## Design
Le lampade Tizio e Tolomeo sono tra i prodotti che hanno contribuito a rendere famosa l'azienda diventando icone del design. Progettata nel 1986 da Michele De Lucchi e Giancarlo Fassina, la lampada a braccio Tolomeo è stata realizzata in diversi modelli tutti caratterizzati da un innovativo meccanismo di sospensione che rappresentano un'evoluzione delle tradizionali molle già impiegate sulle lampade a braccio.

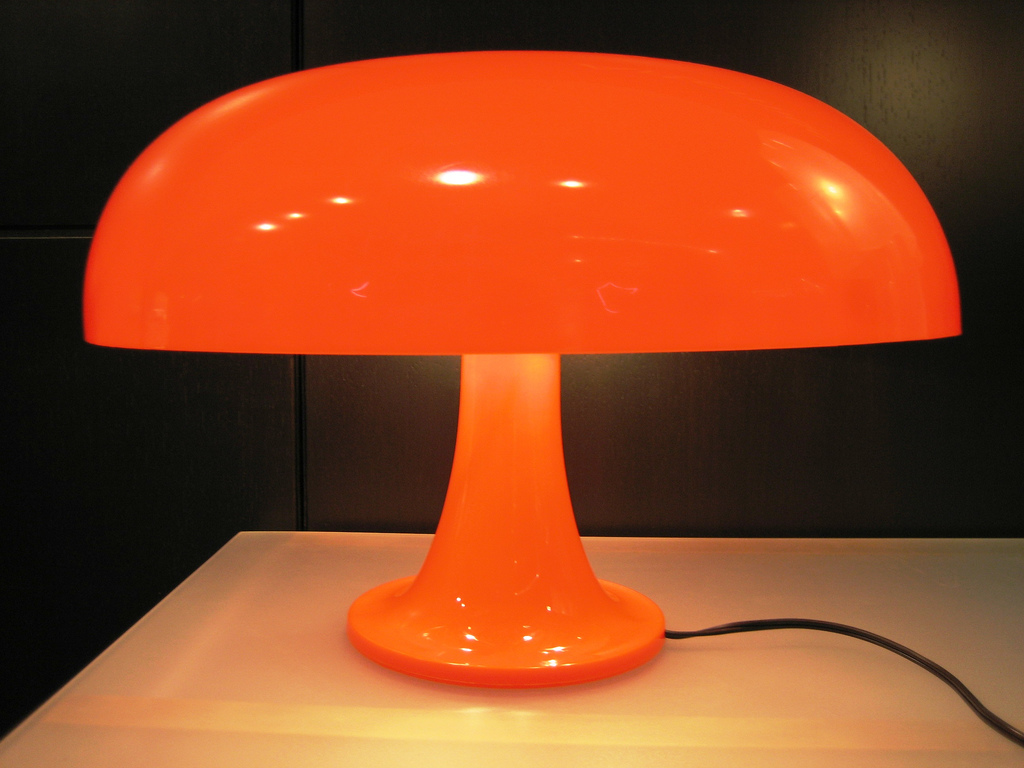
lampada "nesso" disegnata da Giancarlo Mattioli nel 1965 per Artemide

Negli ultimi anni Artemide ha realizzato anche importanti progetti architettonici quali il quartier generale della Pirelli e l'autodromo di formula 1 di Shanghai.

## Premi Compasso d'oro
L'azienda ha vinto sei volte il Premio Compasso d'oro:
- 1967 per lampada Eclisse di Vico Magistretti;
- 1989 per lampada  Tolomeo di Michele De Lucchi e Giancarlo Fassina;
- 1994 alla carriera;
- 2004 per applique Pipe, Herzog & De Meuron;
- 2014 per lampade IN-EI Collection di Issey Miyake;
- 2018 per lampada Discovery Sospensione.